# Enchuysen

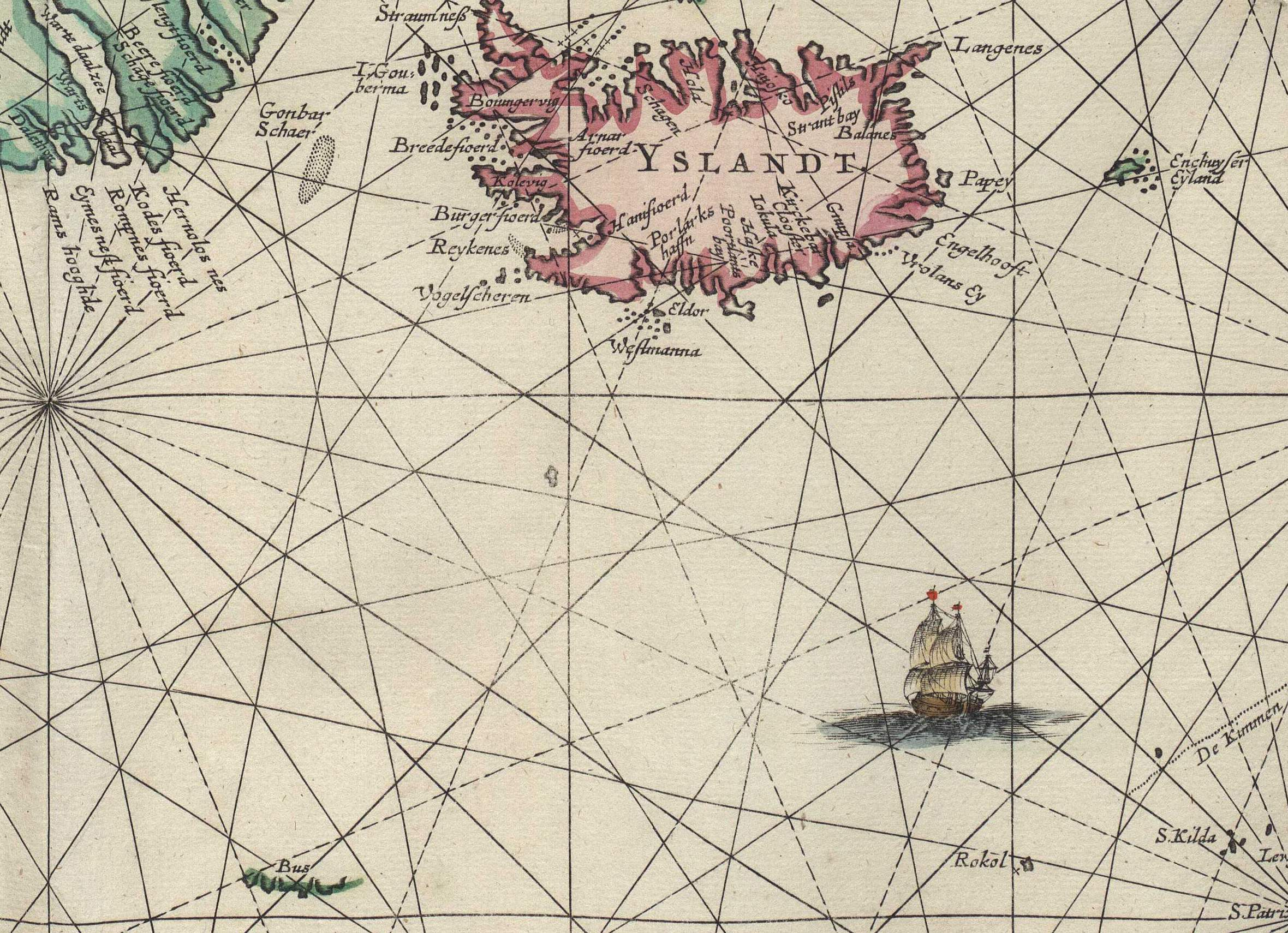
Portolankarte von Johannes Janssonius von 1650 mit den Phantominseln Enchuysen und Buss

Die Insel Enchuysen (auch Enckhuysen oder Enkeuysen, ursprünglich Opdams) ist eine Phantominsel, die im 17. und 18. Jahrhundert östlich von Island, im westlichen Teil des Europäischen Nordmeeres, vermutet wurde.

## Geschichte

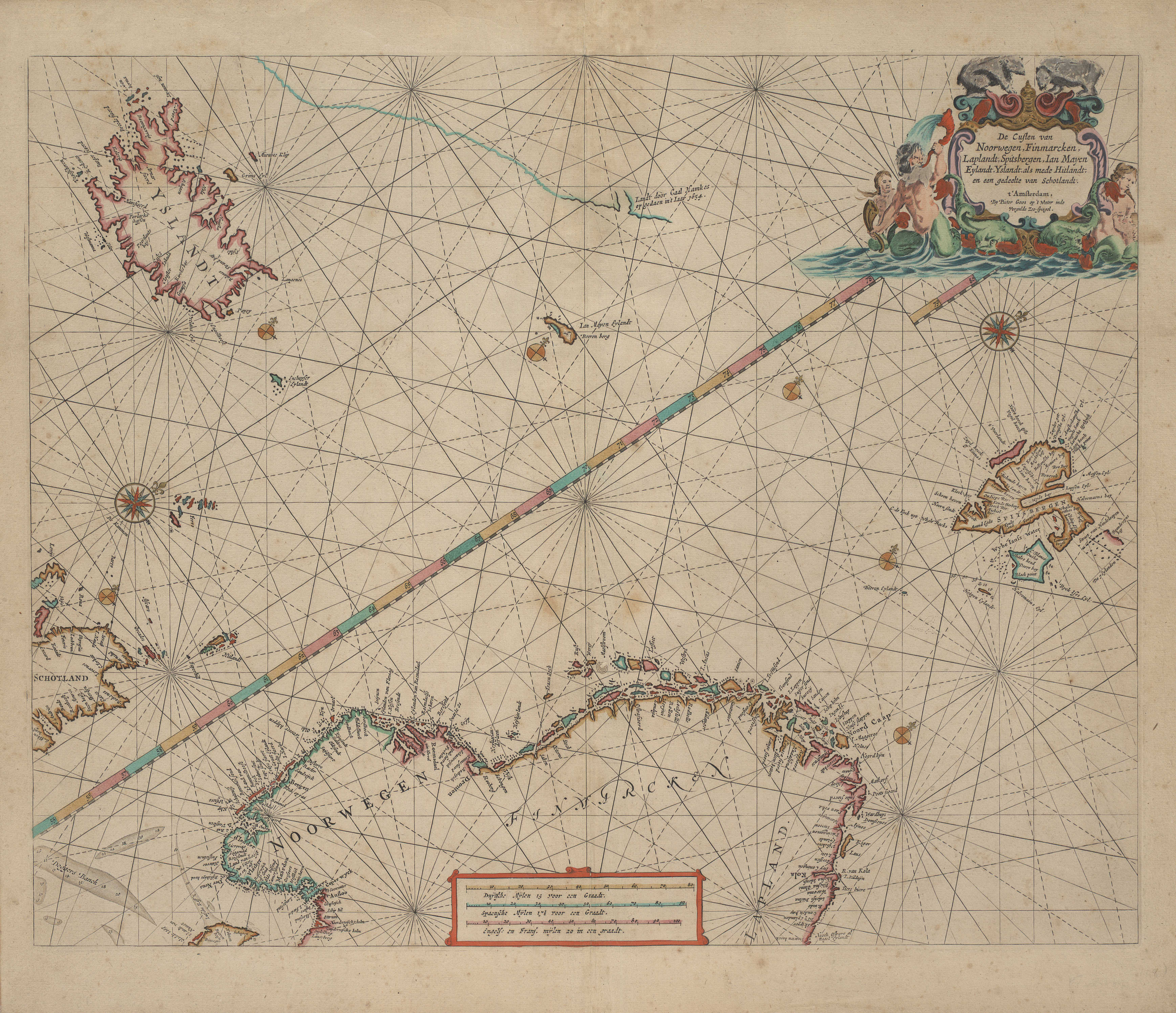
Portolankarte von Pieter Goos, 1663

Bellin-Karte von 1767: „zweifelhaft“

Bellin-Karte von 1768: „äußerst zweifelhaft“

Ihre behauptete Existenz geht auf den niederländischen Navigator und Kartographen Joris Carolus (ca. 1566–ca. 1636) zurück. Carolus hatte im Auftrag der Noordschen Compagnie, einem von mehreren niederländischen Städten gemeinsam betriebenen Walfangunternehmen, einige Fahrten in die nördlichen Meere unternommen. Bei einer von diesen, durchgeführt 1617, berichtete er nach seiner Rückkehr davon, er habe zwei neue Inseln entdecken können. Bei der einen, zwischen dem 60. und 63. Breitengrad gelegen und von Carolus als Nyeu Hollandt bezeichnet, handelt es sich vermutlich um eine Sichtung der Ostküste Grönlands. Auf die andere, benannt Opdams Eylandt, sei er zwanzig niederländische Meilen vor der Ostküste Islands bei 66° nördlicher Breite gestoßen.
Die älteste vorhandene Darstellung stammt aus einer von Carolus erstellten Portolankarte aus dem Jahre 1634. Dort ist etwa an der Stelle, an der die Opdams-Insel zu vermuten wäre, stattdessen eine kleine Inselgruppe, bestehend aus einer Hauptinsel und mehreren östlich vorgelagerten kleineren Inseln eingetragen und mit dem Namen Enchuyser Eylant sowie der Anmerkung, sie sei im Jahre 1617 entdeckt worden, versehen. Die Hafenstadt Enkhuizen wiederum war die Heimatstadt von Carolus.
Die Insel wurde in den folgenden Jahrzehnten auf verschiedenen Karten der nördlichen Meere sowie Islands übernommen, darunter solchen von Pieter Goos, Jacob Colom und Hendrick Doncker und fand auch Eingang in Zedlers Universallexikon, erschienen zwischen 1732 und 1754. Auf französischen Karten wurde sie ab der Mitte des 18. Jahrhunderts mit dem Zusatz douteuse (fraglich, zweifelhaft) und später extremmement douteuse versehen. Nachdem sich abzeichnete, dass in dem genannten Gebiet kein Land existierte, verschwand die Insel ab dem Ende des Jahrhunderts von den Seekarten.

## Erklärungsansätze
Yves Joseph de Kerguelen de Trémarec steuerte sie bei seiner ersten Islandfahrt Ende August 1767 gezielt an, konnte sie aber nicht ausfindig machen. Kerguelen hatte unter anderem den Auftrag, bei dieser und einer weiteren Fahrt im darauf folgenden Jahr französischen Fischern rund um Island logistische Unterstützung zu leisten und infolgedessen mit zahlreichen von ihnen Kontakt. Er konstatierte, dass keines der rund fünfhundert Boote, welche sich in der besagten Gegend aufgehalten hatten, in den letzten dreißig Jahren eine entsprechende Insel zu Gesicht bekommen hätte. Möglicherweise sei es ein gesichteter Eisberg gewesen, der fälschlicherweise als Insel eingestuft worden sei. Sie könnte aber auch tatsächlich einmal existiert haben, dann aber wieder vom Meer verschlungen worden sein.
Neben der Möglichkeit, dass die Insel eine reine Erfindung von Carolus war, könnte es sich auch um einen Messfehler von ihm gehandelt haben. Tatsächlich könnte er auf die Insel Hvalbakur oder auf das dicht unter der Meeresoberfläche gelegene Riff Faerabakur gestoßen sein. Diese liegen rund anderthalb Breitengrade südlich des von Carolus angegebenen, aber deutlich näher an der Ostküste Islands.